# Too Mean to Die
Too Mean to Die je šestnácté studiové album německé heavy metalové kapely Accept. Vyšlo 29. ledna 2021 u Nuclear Blast. Jedná se o první album s baskytaristou Martinem Motnikem a kytaristou Philipem Shousem. Producentem alba je Andy Sneap, který již produkoval všechna studiová alba Accept od roku 2010.
Před vydáním samotného alba vyšly singly The Undertaker (2. října 2020), Too Mean to Die (6. listopadu 2020) a Zombie Apocalypse (15. ledna 2021).

## Seznam skladeb
| Pořadí         | Název                   | Délka |
| -------------- | ----------------------- | ----- |
| 1.             | Zombie Apocalypse       | 5:35  |
| 2.             | Too Mean to Die         | 4:21  |
| 3.             | Overnight Sensation     | 4:24  |
| 4.             | No One's Master         | 4:10  |
| 5.             | The Undertaker          | 5:37  |
| 6.             | Sucks to Be You         | 4:05  |
| 7.             | Symphony of Pain        | 4:39  |
| 8.             | The Best Is Yet to Come | 4:47  |
| 9.             | How Do We Sleep         | 5:41  |
| 10.            | Not My Problem          | 4:21  |
| 11.            | Samson and Delilah      | 4:31  |
| Celková délka: | Celková délka:          | 52:11 |

## Sestava
- Mike Tornillo – zpěv
- Wolf Hoffmann – kytara
- Uwe Lulis – kytara
- Christopher Williams – bicí
- Martin Motnik – baskytara
- Phillip Shouse – kytara